# Казен, Жан-Шарль
Станислас Анри Жан-Шарль Казен (фр. Stanislas Henri Jean-Charles Cazin; 25 мая 1841, Саме (Па-де-Кале) — 26 марта 1901, Ле-Лаванду) — французский художник периода ар-нуво, живописец, гравёр, мастер офорта и художник-керамист.

## Биография
Жан-Шарль Казен родился 25 мая 1841 года в Саме, департамент Па-де-Кале, в семье медика Франсуа-Жозефа Казена (1788—1864) и Жанны Мари Аппеле. Его брат — известный хирург Анри Казен. Со своей стороны Жан-Шарль всю жизнь был окружён людьми искусства: его женой была Мари Казен, урождённая Гийе, сын — Мишель Казен, муж Мари Берты Казен, урождённой Ивар, тоже художницы.
Раннее детство Жан-Шарля Казена прошло в родном городе Саме, затем в 1846 году семья переехала в Булонь-сюр-Мер. Его родители не возражали против тяготения сына к живописи, и после окончания средней школы, в 1862 году, он поступил в Императорскую рисовальную школу в Париже (l'École impériale de dessin à Paris), где стал учеником Ораса Лекока де Буабодрана, педагога-новатора, который учил рисованию по памяти и обучал студентов «живописной памяти» (сохранению зрительного представления об увиденных вещах, чтобы использовать их в дальнейшей работе по воображению).

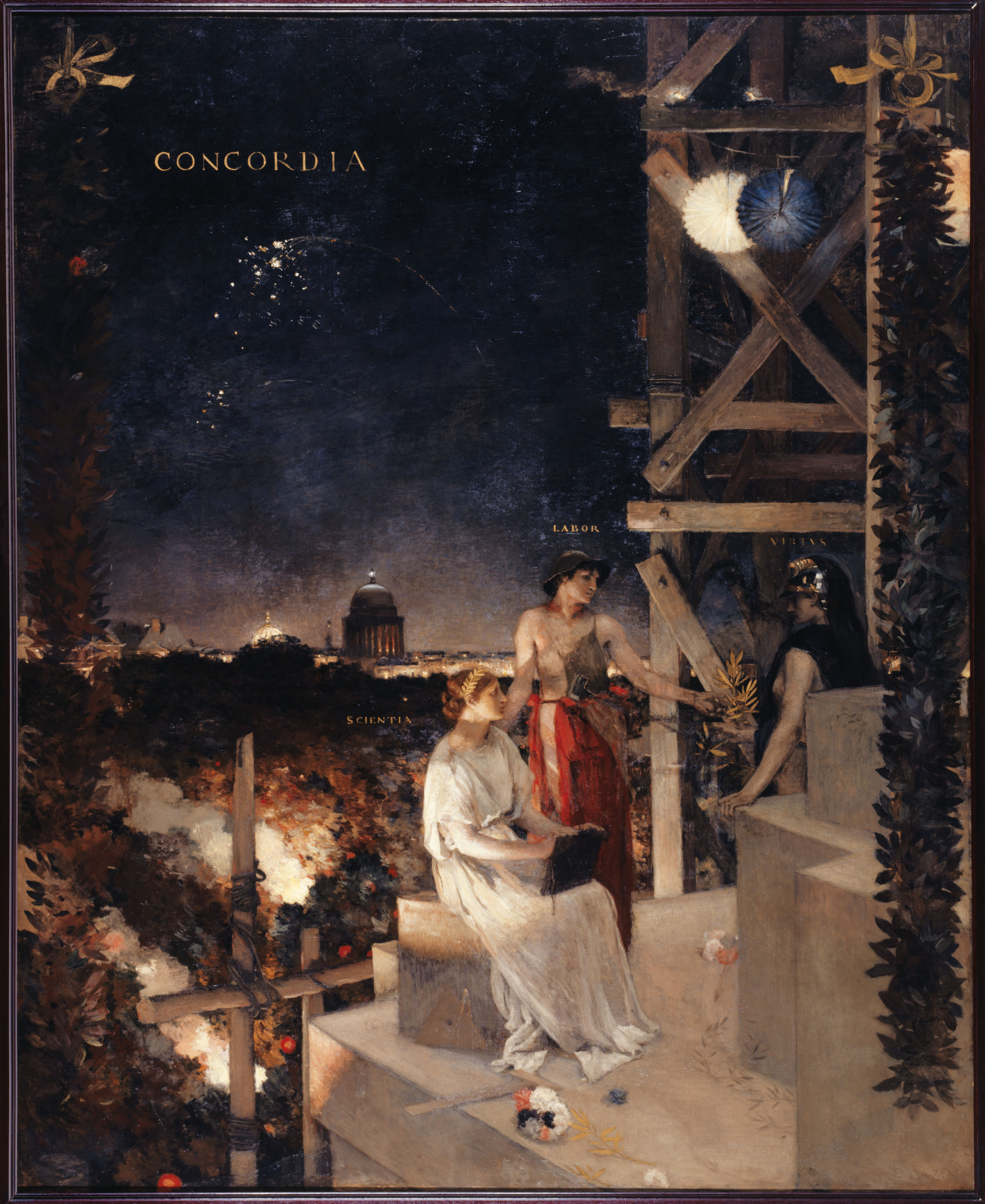
Память о празднике в Париже. 1881. Холст, масло. Музей изящных искусств города Парижа (Пти-Пале)

С 1863 по 1868 год Жан-Шарль Казен проходил обучение в Специальной школе архитектурного рисунка (l'École spéciale de dessin d’architecture) под руководством Эмиля Трела. Он поселился в Шайи-сюр-Армансон, недалеко от Арне-ле-Дюк, в Бургундии, чтобы посвятить себя живописи, но был призван стать хранителем Музея изящных искусств в Туре и директором Школы рисования. В 1868 году он женился на Мари Гийе.
Около 1872 года, присоединившись к Альфонсу Легро и Жюлю Далу, он уехал в Англию с женой Мари и сыном Мишелем и с проектом открытия художественной школы, который не дал удовлетворительных результатов.
В Лондоне Казен изучал творчество прерафаэлитов. Большую часть времени он проводил в Музее Виктории и Альберта. Он занялся гончарным делом, чтобы прокормить семью. В своей мастерской он проводил свои опыты с керамикой, начатые ещё в Саме, а затем продолженные в Париже. По заказу директора керамической мануфактуры Казен изготавливал вазы, блюда, чашки. Он делал их из коричневого керамогранита (разновидности «глино-каменных масс»), украшая рельефными геометрическими или растительными орнаментами с использованием мотивов традиционного восточного — китайского и японского — искусства. В Лондоне он также сотрудничал с известным мастером-керамистом Джоном Даултоном. Выставка керамических изделий Казена, проведённая в Лондоне, вызвала значительный интерес.
С 1863 по 1872 год Жан-Шарль Казен писал серию картин на библейские сюжеты. Он также предпринял попытку возродить практику восковой живописи: энкаустики.
В 1874 году Жан-Шарль Казен покинул Англию, путешествовал по Италии, в 1876 году поселился в Булонь-сюр-Мер.
В Парижском салоне 1876 года он представил картину на сюжет из жизни рабочего класса, выполненную с использованием техники восковой живописи. Затем он переехал в Париж, писал пейзажи недалеко от Фонтенбло.
Казен обратился к историческим и библейским сюжетам, а также к античным, взятым из произведений Гомера. К этому периоду относится ряд картин, таких как «Путешествие Товита», «Товия и Ангел», «Бегство в Египет» (1877), «Отъезд Святого Семейства» (1879), «Отъезд Юдифи», «Улисс после кораблекрушения», «Феокрит». Он переносил античных и библейских героев в современный французский пейзаж, модернизируя их наряды. Эти работы имели большой успех в парижском салоне, хотя и вызывали критику.
В 1881 году Жан-Шарль Казен представил в салоне картину «Память о празднике в Париже», в которой показал себя мастером декоративности в живописи. В следующем году он организовал выставку в Центральном союзе декоративного искусства (l’Union centrale des Arts décoratifs).
Он снова отправился в Италию и Фландрию. Изучал природу, картины старых мастеров и находился под влиянием своего друга Пюви де Шаванна, автора выдающихся картин-панно в Пантеоне и Сорбонне.
Во время Всемирной выставки 1889 года в Париже Казен был произведён в офицеры Почётного легиона и получил золотую медаль. На Всемирной выставке 1900 года, также проходившей в Париже, он получил главный приз.
С 1890 года Жан-Шарль Казен всё чаще выставлял свои произведения в Салоне национального общества изящных искусств (Salon de la Société nationale des beaux-arts, также известном как «Салон Марсова поля»). Там он показал серию пейзажей, своей меланхоличной поэтичностью напоминающих шедевры Пюви де Шаванна. Он также писал пейзажи в жанре «ночных видов».
В 1898 году, когда художник уже был болен, ему было поручено завершить настенные панно в Пантеоне, которые Пюви де Шаванн не смог написать, но Казен пережил завершение работы лишь на короткое время. Он умер 26 марта 1901 года в Ле-Лаванду (Прованс), в арендованном им доме в Сен-Клер, куда он отправился на лечение, и был похоронен в Борм-ле-Мимоза, где в ограде церкви ему воздает дань уважения мавзолей.

## Галерея

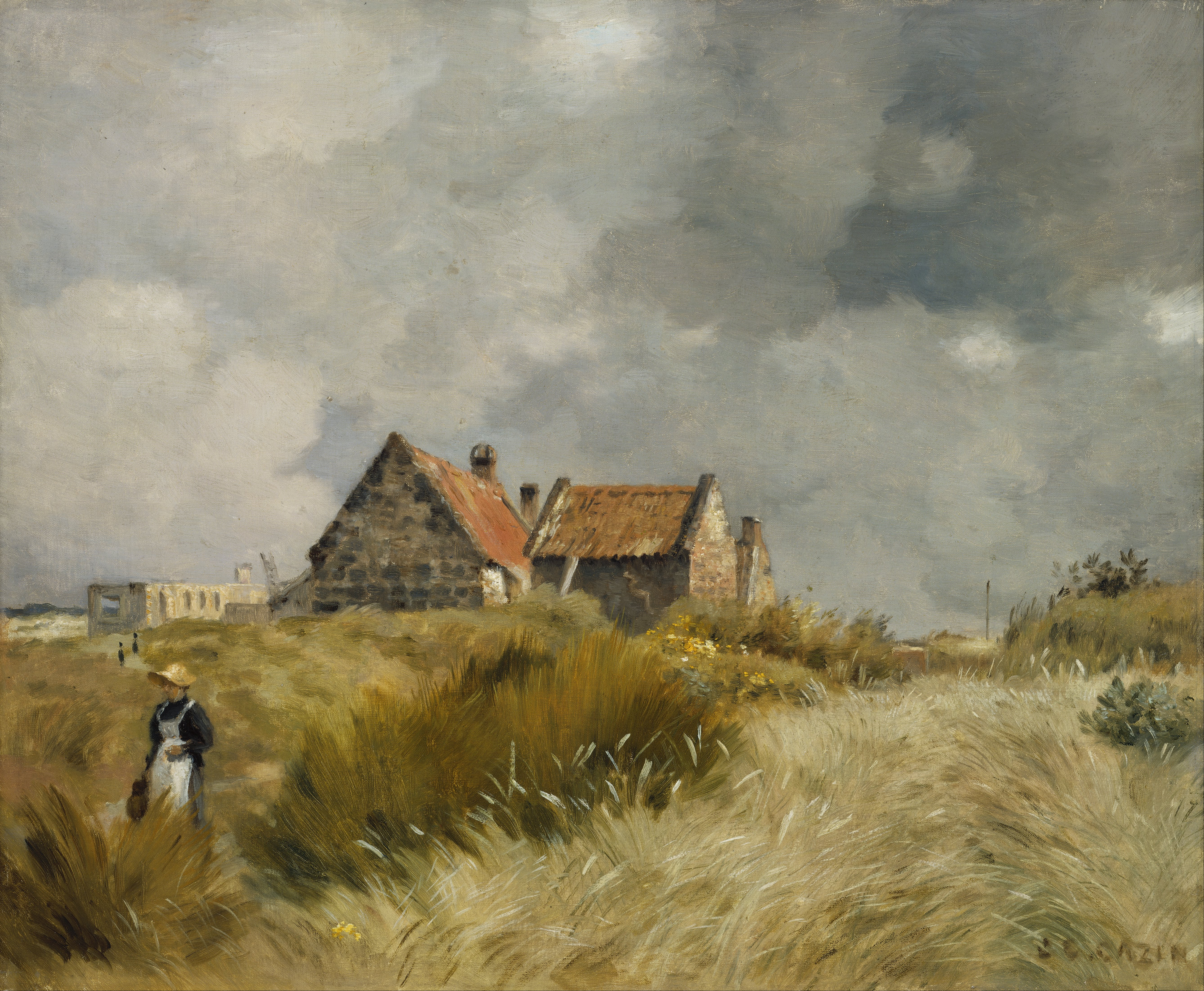
Коттедж в дюнах. Холст, масло. Музей изящных искусств, Бостон, Массачусетс, США
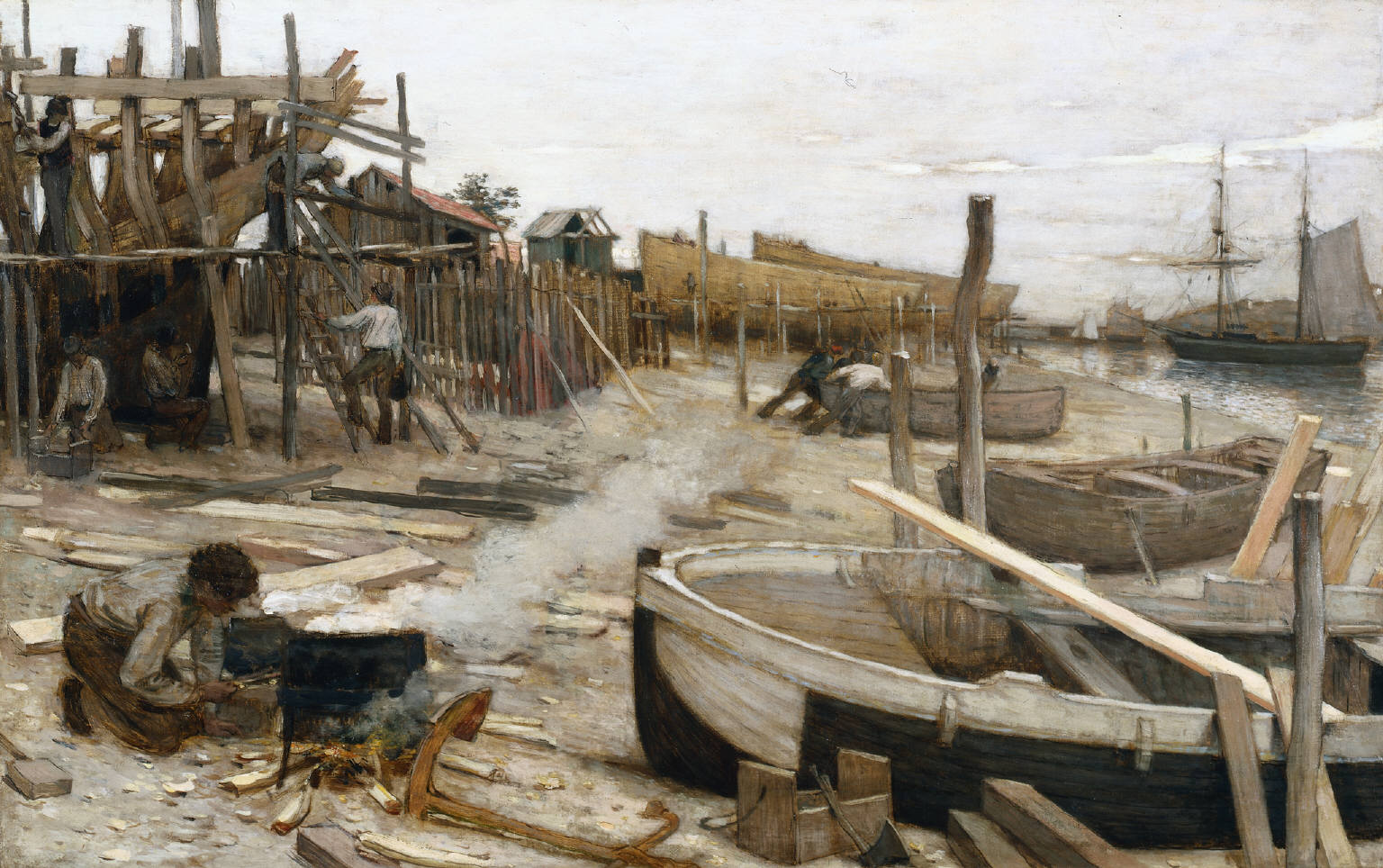
Верфь. Ок. 1875. Холст, масло. Музей искусств, Кливленд, США
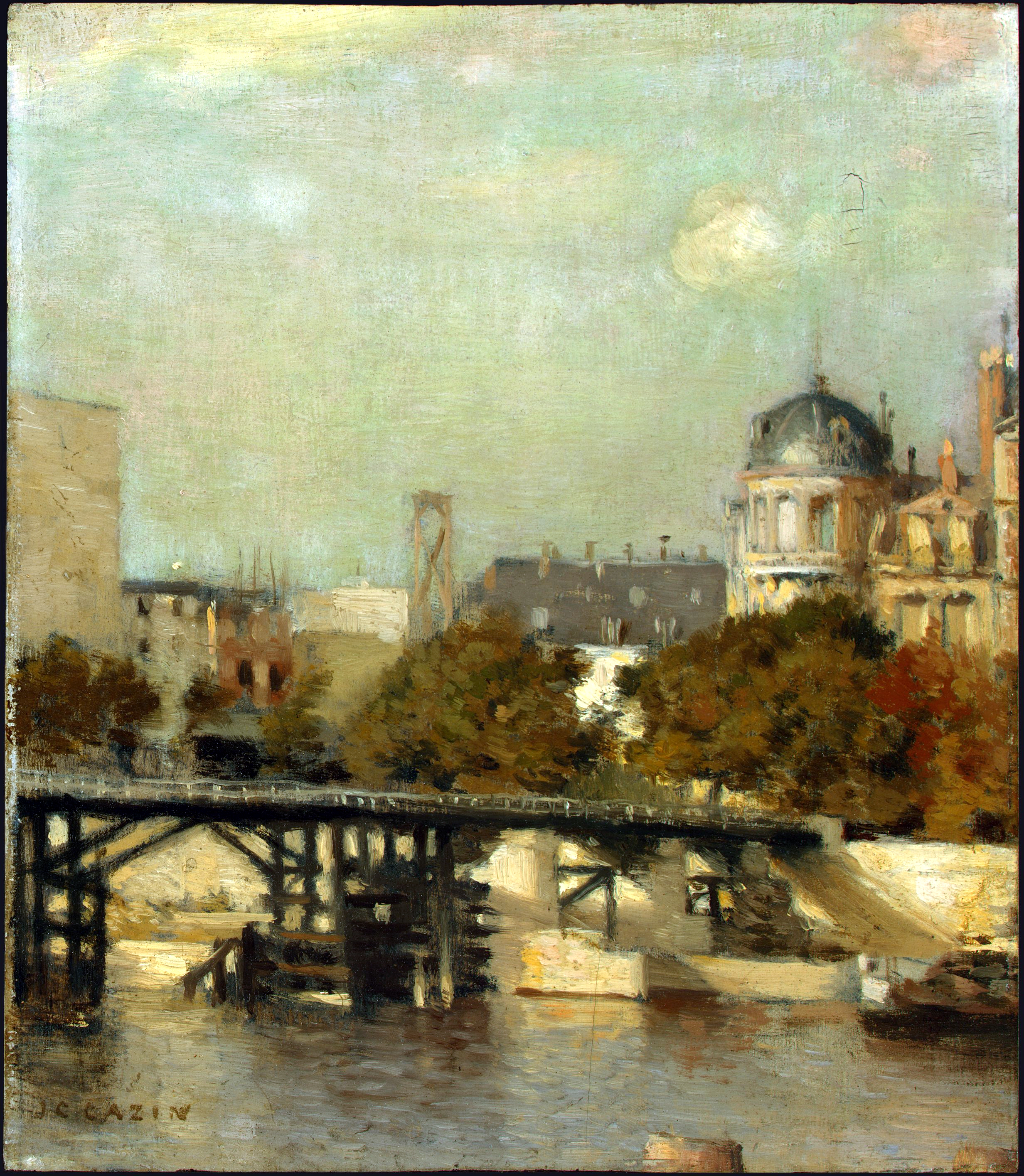
Мост в Париже. Дерево, масло. Национальная галерея искусства. Вашингтон
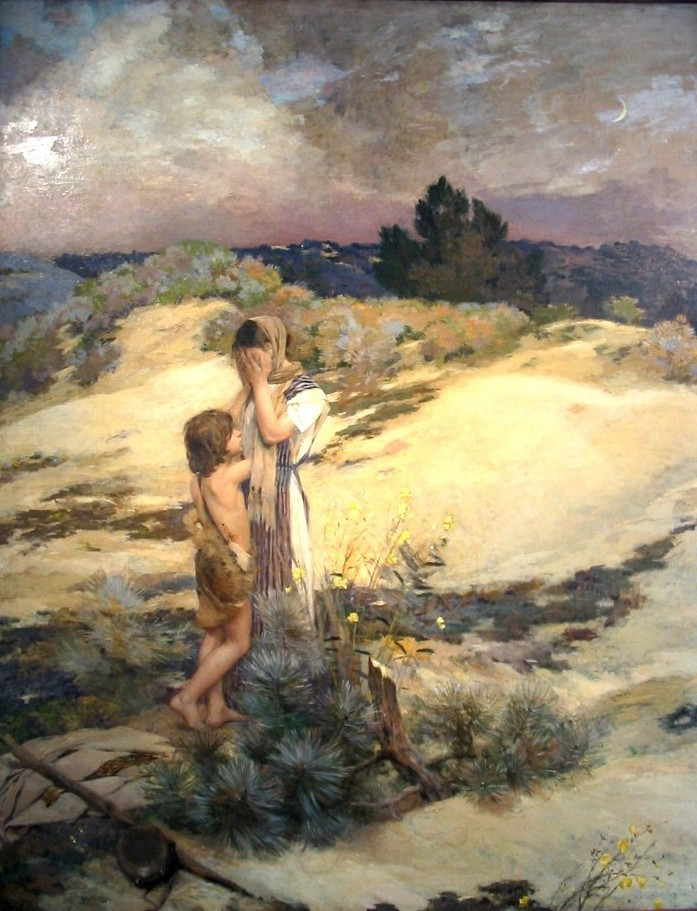
Aгарь и Измаил. До 1880. Холст, масло. Музей изящных искусств, Тур
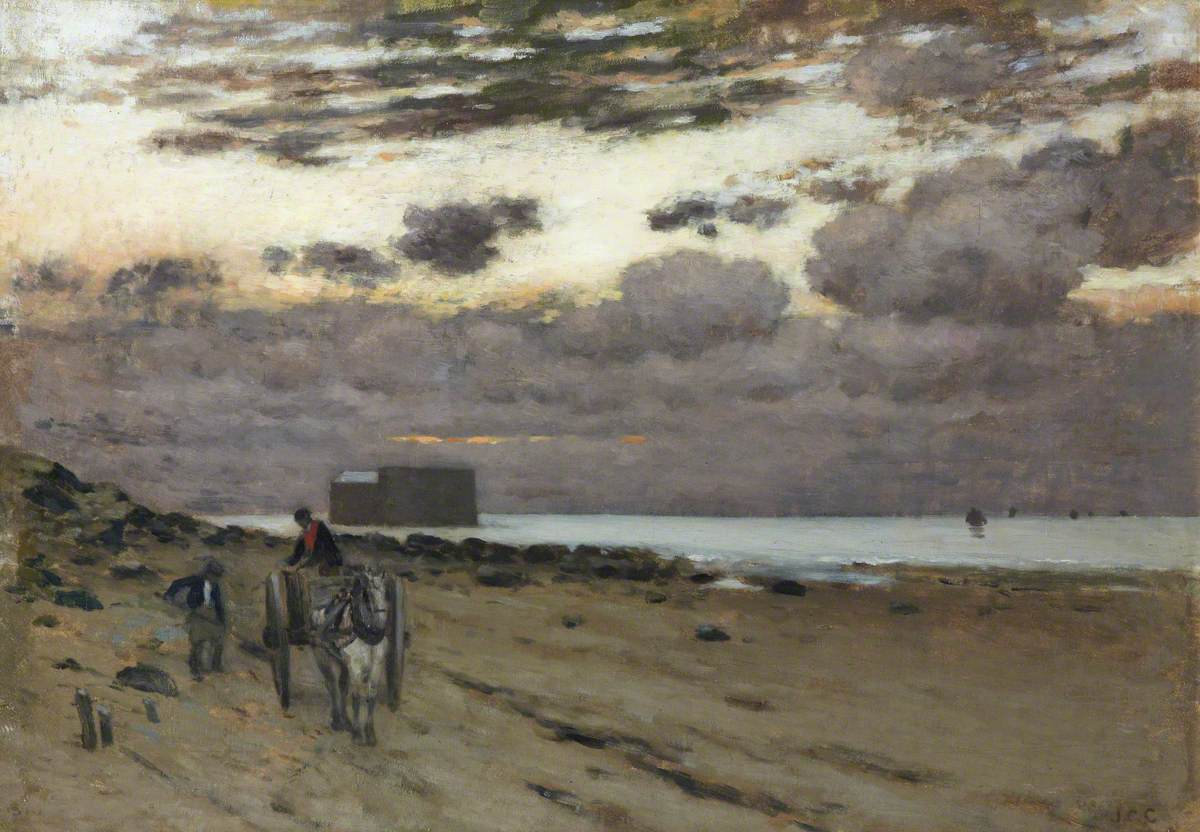
Сбор водорослей. Холст, масло. Галерея Кёрккалди, Шотландия
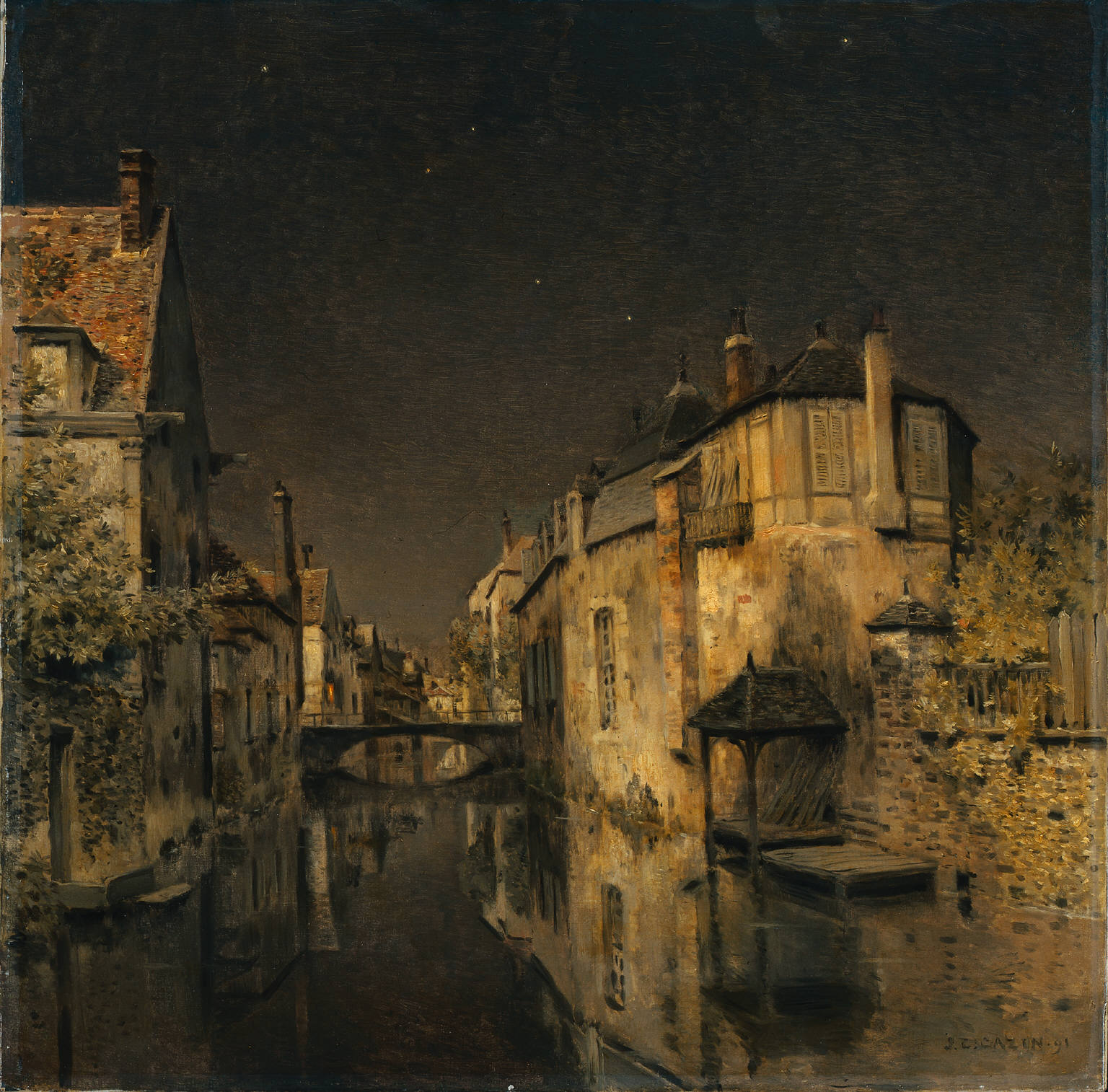
Полночь. 1891. Холст, масло. Музей искусств, Кливленд, США
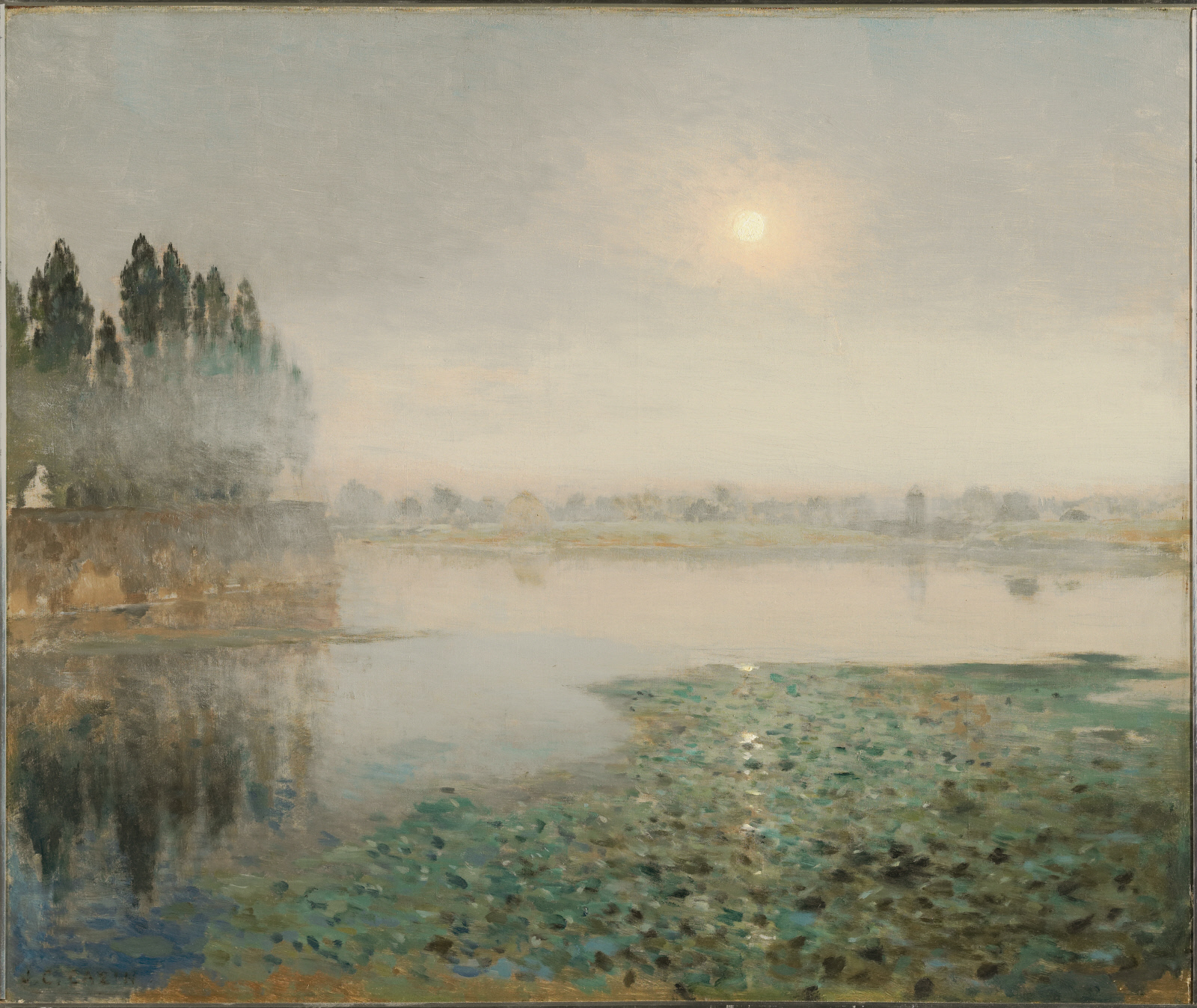
Туман над рекой. Местонахождение не установлено
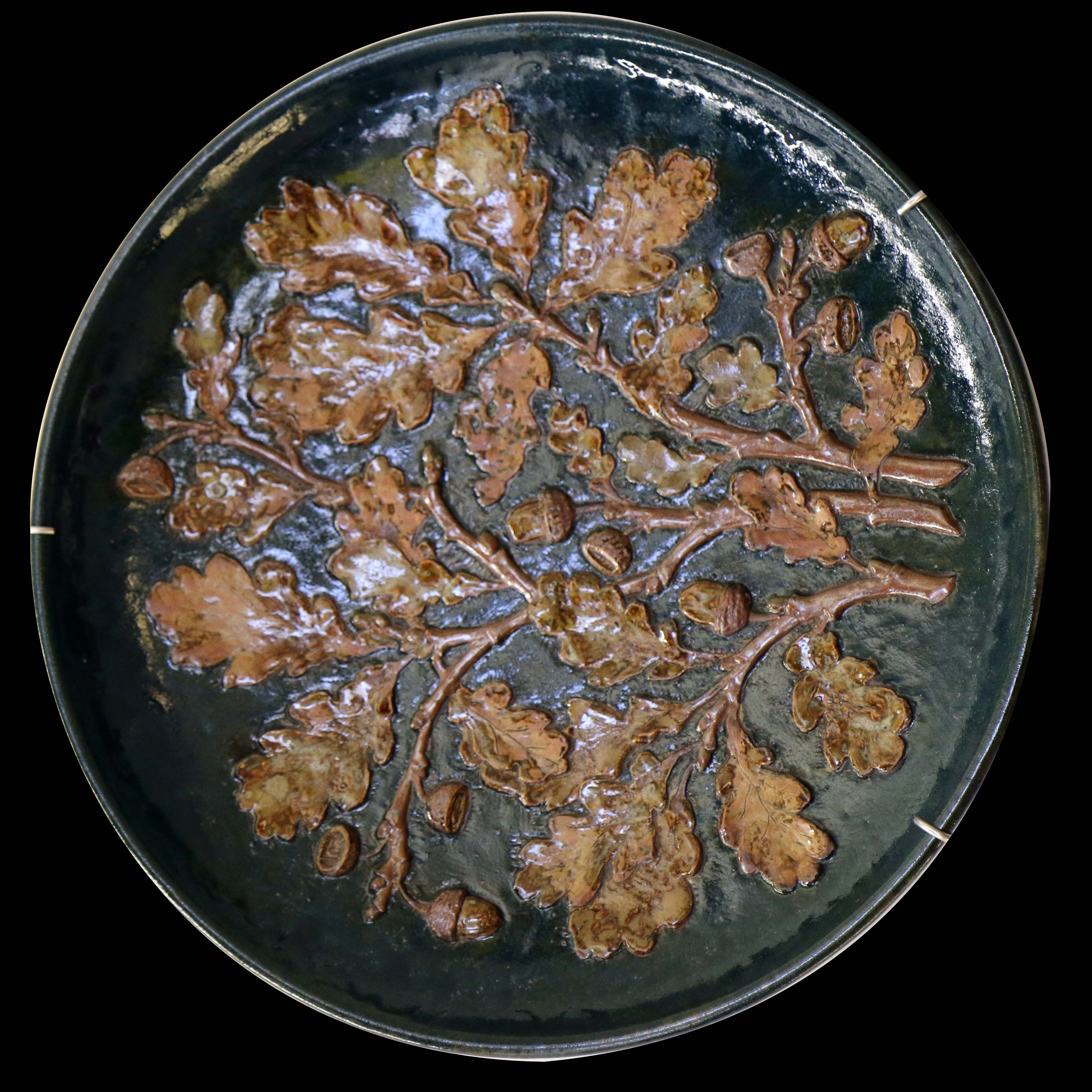
Дубовые листья. Тарель. Керамика. Музей декоративных искусств, Замок Борели, Марсель